# Arrondissement di Argenteuil
L'arrondissement di Argenteuil è una suddivisione amministrativa francese, situata nel dipartimento della Val-d'Oise e nella regione dell'Île-de-France.

## Composizione
L'arrondissement di Argenteuil raggruppa 7 comuni in 7 cantoni:
- cantone di Argenteuil-Est
- cantone di Argenteuil-Nord
- cantone di Argenteuil-Ovest
- cantone di Bezons
- cantone di Cormeilles-en-Parisis
- cantone di Herblay
- cantone di Sannois